# Frank Linke-Crawford
Frank Linke-Crawford (* 18. August 1893 in Krakau, Galizien; † 31. Juli 1918 nahe Guia, Italien) war der vierterfolgreichste Jagdflieger der k.u.k. Luftfahrtruppen im Ersten Weltkrieg. Sein Kriegsruhm trug ihm den Beinamen Falke von Feltre ein.

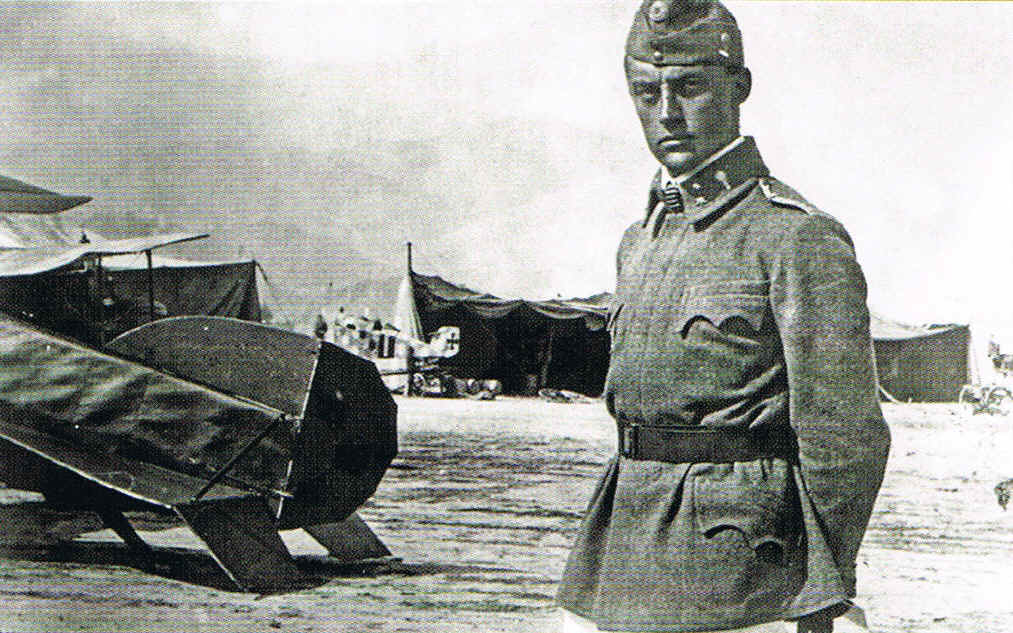
Frank Linke-Crawford, 1917

## Leben
Linke-Crawford wurde als Sohn von Adalbert Linke, Major in der k.u.k. Armee, und der gebürtigen Engländerin Lucy Crawford geboren. Er besuchte zunächst das Unterrealgymnasium in Meran und anschließend die Militär-Oberrealschule in Mährisch Weißkirchen. Von 1910 bis 1913 absolvierte er die Theresianische Militärakademie in Wiener Neustadt und wurde schließlich als Leutnant zum k.u.k. Dragonerregiment Nr.6 ausgemustert. Zu Beginn des Krieges war er mit seinem Regiment an der russischen Front.

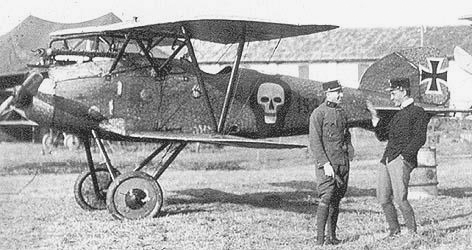
Frank Linke-Crawford (rechts) mit Godwin von Brumowski vor einer Albatros (Oeffag) D.III, 1917

Auf Grund von wiederkehrenden gesundheitlichen Problemen suchte Linke-Crawford im Dezember 1915 um die Versetzung zu den k.u.k. Luftfahrtruppen nach. Dem Antrag wurde stattgegeben und er der Fliegeroffiziersschule für Beobachter in Wiener Neustadt zugewiesen. Nach sechswöchiger Ausbildung wurde er der frisch aufgestellten Fliegerkompanie 22 zugewiesen, wo er als Beobachter Aufklärungs- und Bombeneinsätze flog. Im September 1916 machte er die Flugausbildung und wurde zur Fliegerkompanie 12 an die Isonzofront versetzt. Seinen ersten Luftsieg erreichte er aber erst nach seiner Versetzung zur Jagdfliegerkompanie 41J unter dem Kommando von Godwin von Brumowski Anfang August 1917.
Seinen ersten Luftsieg errang Linke-Crawford am 21. August 1917 und zwölf weitere folgten bis Ende Dezember 1917. In seiner Zeit bei der Flik 41J begann er eine rote Fliegermütze zu tragen und seine Flugzeuge mit je einem roten Falken auf beiden Seiten des Rumpfes zu bemalen, was zu seinem späteren Beinamen führte. Ende Dezember 1917 erhielt er das Kommando über die Jagdfliegerkompanie 60J, die zunächst im Valsugana und später bei Feltre stationiert war.
Bei seinem letzten Einsatz am 31. Juli 1918 kam es bei Linke-Crawfords Aviatik D.I zu einem technischen Defekt an den Tragflächen; der Stoff des Flügels wurde beschädigt, das Flugzeug war schwer zu manövrieren und somit zu einer leichten Beute. Dies machten sich zwei italienische Hanriot-HD.I-Jagdflugzeuge zu Nutze, die den erst 24-Jährigen daraufhin bei der zur Gemeinde Valdobbiadene gehörenden Fraktion Guia abschossen. Der Sieg wird Caporale Pilota Aldo Astolfi zugerechnet und stellt dessen einzigen Luftsieg im Ersten Weltkrieg dar.
Sein Leichnam wurde zunächst in der Nähe von Marburg an der Drau beigesetzt. Nach dem Einmarsch Jugoslawiens 1919 wurde er nach Österreich gebracht und am Salzburger Kommunalfriedhof beigesetzt.

## Auszeichnungen
- Ritterkreuz des Leopoldsordens mit Kriegsdekoration und Schwertern
- Orden der Eisernen Krone III. Klasse mit Kriegsdekoration und Schwertern
- Österreichisches Militärverdienstkreuz III. Klasse
- Österreichische Goldene Tapferkeitsmedaille
- Silberne Militärverdienstmedaille
- Bronzene Militärverdienstmedaille
- Karl-Truppenkreuz